# فاف‌اشتات
فاف‌اشتات (به آلمانی: Pfaffstätt) یک منطقهٔ مسکونی در اتریش است که در برونو آم این واقع شده‌است. فاف‌اشتات ۹٫۲۱ کیلومتر مربع مساحت دارد ۴۷۱ متر بالاتر از سطح دریا واقع شده‌است.